# Ellisina sericea
Ellisina sericea är en mossdjursart som först beskrevs av William MacGillivray 1890.  Ellisina sericea ingår i släktet Ellisina och familjen Calloporidae. Inga underarter finns listade i Catalogue of Life.